# 程照轩
程照轩（1908年—1966年），男，山东泰安人，中华人民共和国政治人物。

## 生平
程照轩是山东省泰安县山阳村人。早年就读于曲阜省立第二师范，后参加学生运动被捕。1937年出狱后组织抗日活动，担任山东抗日联军独立一师二团政委、鲁中南专署主任。
中华人民共和国成立后，担任中国农业科学院副院长，农业部副部长。